# 张飚
张飚（1952年9月—），一些报道中作张彪，汉族，陕西省蒲城县人，中共党员，中国基层检察官。
张飚的父亲张世英原籍陕西，随王震部队入疆，是第一代兵团人。1970年年底，张飚参军入伍，成为一名边防战士。6年后转业。1980年2月，已经转业的张飚经推荐进入新疆生产建设兵团石河子市人民检察院工作，在此工作三十二年。曾任石河子市人民检察院监所检察科正科级检察员。
他在任职期间曾因调查并推动张氏叔侄冤案平反，在2018年12月获得改革先锋奖章，2019年9月获得“最美奋斗者”荣誉称号，全国模范检察官称号等一系列荣誉。张飚在工作中还曾获得过二等功1次，三等功2次。

## 备注
1. ↑  根据其父张世英随王震部队入疆的经历[1][2]推测，他当出生于此地。